# 新星遗迹

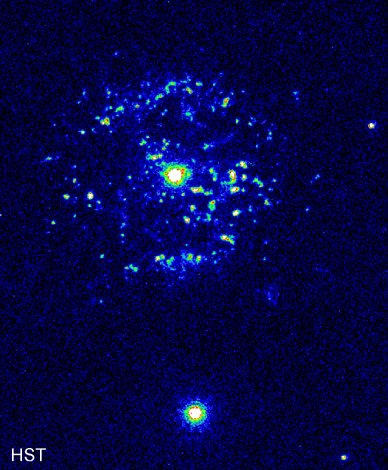
圍繞在反覆新星羅盤座T周圍的新星殘骸。

新星殘骸是恆星在經歷新星的巨大爆炸之後殘留下的物質，物質噴發的速度大約是1,000公里/秒。因為質量低於行星狀星雲和超新星殘骸，所以生命期僅約數個世紀，因此新星殘骸遠比行星狀星雲和超新星殘骸更為罕見。

## 外部連結
- 羅盤座T （页面存档备份，存于）新星殘骸（哈伯網頁）
- Double-star systems cycle between big and small blasts（The Carnegie Observatories）
- Nova Remnant comparison table（UOttawa）
- Nova Remnant（UOttawa）